# Natação no Campeonato Europeu de Esportes Aquáticos de 2022 - 50 m livre feminino
A prova dos 50 metros nado livre feminino da natação no Campeonato Europeu de Esportes Aquáticos de 2022 ocorreu nos dias 15 e 16 de agosto no Foro Italico, em Roma na Itália. 

## Calendário
| Fase          | Data         | Hora  |
| ------------- | ------------ | ----- |
| Eliminatórias | 15 de agosto | 09:00 |
| Semifinal     | 15 de agosto | 18:50 |
| Final         | 16 de agosto | 18:07 |

Todos os horários estão no horário local (UTC+1)

## Recordes
Antes desta competição, os recordes eram os seguintes:
|                       | Nadadora       | Tempo | Local     | Data                |
| --------------------- | -------------- | ----- | --------- | ------------------- |
| Recorde mundial       | Sarah Sjöström | 23.67 | Budapeste | 29 de julho de 2017 |
| Recorde europeu       | Sarah Sjöström | 23.67 | Budapeste | 29 de julho de 2017 |
| Recorde do campeonato | Sarah Sjöström | 23.74 | Glasgow   | 4 de agosto de 2018 |

## Medalhistas
| Ouro                 | Prata                  | Bronze                 |
| Sarah Sjöström (SWE) | Katarzyna Wasick (POL) | Valerie van Roon (NED) |

## Resultados

### Eliminatórias
Esses foram os resultados das eliminatórias.
| Pos. | Bateria | Raia | Nadadora                    | Nacionalidade | Tempo | Notas |
| ---- | ------- | ---- | --------------------------- | ------------- | ----- | ----- |
| 1    | 5       | 4    | Sarah Sjöström              | Suécia        | 24.50 | Q     |
| 2    | 4       | 4    | Katarzyna Wasick            | Polónia       | 24.61 | Q     |
| 3    | 3       | 5    | Valerie van Roon            | Países Baixos | 24.86 | Q     |
| 4    | 5       | 2    | Silvia Di Pietro            | Itália        | 24.87 | Q     |
| 5    | 3       | 4    | Anna Hopkin                 | Reino Unido   | 25.00 | Q     |
| 6    | 3       | 6    | Béryl Gastaldello           | França        | 25.11 | Q     |
| 6    | 4       | 5    | Julie Kepp Jensen           | Dinamarca     | 25.11 | Q     |
| 8    | 5       | 3    | Tessa Giele                 | Países Baixos | 25.14 | Q     |
| 9    | 4       | 3    | Kim Busch                   | Países Baixos | 25.22 |       |
| 10   | 4       | 6    | Petra Senánszky             | Hungria       | 25.26 | Q     |
| 11   | 4       | 8    | Chiara Tarantino            | Itália        | 25.28 | Q     |
| 12   | 3       | 7    | Theodora Drakou             | Grécia        | 25.29 | Q     |
| 13   | 3       | 3    | Lidón Muñoz                 | Espanha       | 25.31 | Q     |
| 14   | 5       | 6    | Costanza Cocconcelli        | Itália        | 25.37 |       |
| 14   | 5       | 8    | Sam van Nunen               | Países Baixos | 25.37 |       |
| 16   | 4       | 2    | Alexandra Touretski         | Suíça         | 25.51 | Q     |
| 17   | 4       | 9    | Anna Hadjiloizou            | Chipre        | 25.55 | Q     |
| 18   | 5       | 7    | Elisabeth Sabro Ebbesen     | Dinamarca     | 25.57 | Q     |
| 19   | 3       | 9    | Sara Junevik                | Suécia        | 25.63 | Q     |
| 20   | 5       | 0    | Julie Meynen                | Luxemburgo    | 25.65 |       |
| 21   | 3       | 8    | Janja Šegel                 | Eslovênia     | 25.67 |       |
| 22   | 4       | 1    | Danielle Hill               | Irlanda       | 25.77 |       |
| 23   | 2       | 4    | Julia Maik                  | Polónia       | 25.83 |       |
| 24   | 2       | 5    | Maria Drasidou              | Grécia        | 25.97 |       |
| 25   | 3       | 1    | Nina Stanisavljević         | Sérvia        | 25.99 |       |
| 26   | 4       | 0    | Sofia Åstedt                | Suécia        | 26.12 |       |
| 26   | 2       | 6    | Ieva Maļuka                 | Letônia       | 26.12 |       |
| 28   | 2       | 3    | Tjaša Pintar                | Eslovênia     | 26.17 |       |
| 29   | 2       | 7    | Marina Jehl                 | França        | 26.21 |       |
| 30   | 2       | 2    | Jóhanna Elín Guðmundsdóttir | Islândia      | 26.29 |       |
| 31   | 3       | 2    | Rūta Meilutytė              | Lituânia      | 26.38 |       |
| 32   | 3       | 0    | Daria Golovati              | Israel        | 26.41 |       |
| 33   | 2       | 1    | Nikol Merizaj               | Albânia       | 26.70 |       |
| 34   | 2       | 8    | Veera Kivirinta             | Finlândia     | 26.79 |       |
| 35   | 2       | 0    | Varsenik Manucharyan        | Armênia       | 27.18 |       |
| 36   | 1       | 5    | Ani Poghosyan               | Armênia       | 27.66 |       |
| 37   | 2       | 9    | Alisa Vestergård            | Ilhas Feroé   | 27.67 |       |
| 38   | 1       | 3    | Hana Beiqi                  | Kosovo        | 27.82 |       |
| 39   | 1       | 4    | Jovana Kuljača              | Montenegro    | 28.01 |       |
| 40   | 4       | 7    | Isabella Hindley            | Reino Unido   | DNS   | DNS   |
| 40   | 5       | 9    | Lucy Hope                   | Reino Unido   | DNS   | DNS   |
| 40   | 5       | 1    | Nina Kost                   | Suíça         | DNS   | DNS   |
| 40   | 5       | 5    | Marie Wattel                | França        | DNS   | DNS   |

### Semifinal
Esses foram os resultados das semifinais. 
| Pos. | Bateria | Raia | Nadadora                | Nacionalidade | Tempo | Notas |
| ---- | ------- | ---- | ----------------------- | ------------- | ----- | ----- |
| 1    | 2       | 4    | Sarah Sjöström          | Suécia        | 24.27 | Q     |
| 2    | 1       | 4    | Katarzyna Wasick        | Polónia       | 24.36 | Q     |
| 3    | 1       | 5    | Silvia Di Pietro        | Itália        | 24.72 | Q,    |
| 4    | 2       | 5    | Valerie van Roon        | Países Baixos | 24.75 | Q     |
| 5    | 2       | 3    | Anna Hopkin             | Reino Unido   | 24.80 | q     |
| 6    | 1       | 3    | Béryl Gastaldello       | França        | 24.89 | q     |
| 7    | 2       | 6    | Julie Kepp Jensen       | Dinamarca     | 24.98 | q'    |
| 8    | 1       | 6    | Tessa Giele             | Países Baixos | 24.99 | q     |
| 9    | 2       | 2    | Petra Senánszky         | Hungria       | 25.10 |       |
| 10   | 1       | 7    | Lidón Muñoz             | Espanha       | 25.18 |       |
| 11   | 2       | 7    | Theodora Drakou         | Grécia        | 25.20 |       |
| 12   | 1       | 1    | Anna Hadjiloizou        | Chipre        | 25.48 |       |
| 13   | 2       | 1    | Alexandra Touretski     | Suíça         | 25.49 |       |
| 14   | 1       | 2    | Chiara Tarantino        | Itália        | 25.53 |       |
| 15   | 1       | 8    | Sara Junevik            | Suécia        | 25.55 |       |
| 16   | 2       | 8    | Elisabeth Sabro Ebbesen | Dinamarca     | 26.04 |       |

### Final
Esse foi o resultado da final. 
| Pos.              | Raia | Nadadora          | Nacionalidade | Tempo | Notas |
| ----------------- | ---- | ----------------- | ------------- | ----- | ----- |
| Medalha de ouro   | 4    | Sarah Sjöström    | Suécia        | 23.91 |       |
| Medalha de prata  | 5    | Katarzyna Wasick  | Polónia       | 24.20 |       |
| Medalha de bronze | 6    | Valerie van Roon  | Países Baixos | 24.64 |       |
| 4                 | 8    | Tessa Giele       | Países Baixos | 24.74 |       |
| 5                 | 3    | Silvia Di Pietro  | Itália        | 24.77 |       |
| 6                 | 7    | Béryl Gastaldello | França        | 24.82 |       |
| 7                 | 2    | Anna Hopkin       | Reino Unido   | 24.87 |       |
| 8                 | 1    | Julie Kepp Jensen | Dinamarca     | 25.18 |       |

Legenda
| Recorde mundial       | Recorde mundial (World record)               |                       | Recorde africano                      | Recorde africano (African) |                                           | Q | Classificado por posição (Qualified) |
| Recorde do campeonato | Recorde do campeonato (Championship record)  | Recorde da América    | Recorde da América (Americas)         | q                          | Classificado por melhor tempo (Qualified) |   |                                      |
| Melhor marca do ano   | Melhor marca do ano (World leading)          | Recorde asiático      | Recorde asiático (Asian)              | DNS                        | Não largou (Did not start)                |   |                                      |
| Recorde nacional      | Recorde nacional (National record)           | Recorde europeu       | Recorde europeu (European)            | DNF                        | Não terminou (Did not finish)             |   |                                      |
| Recorde pessoal       | Recorde pessoal do atleta (Personal best)    | Recorde da Oceania    | Recorde da Oceania (Oceania)          | DSQ / DQ                   | Desclassificado (Disqualified)            |   |                                      |
| Recorde da temporada  | Recorde da temporada do atleta (Season best) | Recorde sul-americano | Recorde sul-americano (South America) | NM                         | Sem marca (No mark)                       |   |                                      |